# Arcadia (Indiana)
Arcadia es un pueblo ubicado en el condado de Hamilton en el estado estadounidense de Indiana. En el Censo de 2010 tenía una población de 1666 habitantes y una densidad poblacional de 1.152,77 personas por km².

## Geografía
Arcadia se encuentra ubicado en las coordenadas 40°10′27″N 86°1′16″O / 40.17417, -86.02111. Según la Oficina del Censo de los Estados Unidos, Arcadia tiene una superficie total de 1.45 km², de la cual 1.45 km² corresponden a tierra firme y (0%) 0 km² es agua.

## Demografía
Según el censo de 2010, había 1666 personas residiendo en Arcadia. La densidad de población era de 1.152,77 hab./km². De los 1666 habitantes, Arcadia estaba compuesto por el 97.72% blancos, el 0.42% eran afroamericanos, el 0.24% eran amerindios, el 0.24% eran asiáticos, el 0% eran isleños del Pacífico, el 0.18% eran de otras razas y el 1.2% pertenecían a dos o más razas. Del total de la población el 0.84% eran hispanos o latinos de cualquier raza.